# 报宋

北大方正三代报宋对比

报宋是中国大陆报纸正文普遍采用的宋体。第一代报宋于1964年设计完成，1997年、2004年北大方正又相继推出了第二代“新报宋”，第三代“兰亭宋”与“博雅宋”。

## 报宋（第一代）
1964年1月，北京新华字模厂字体设计室的华蔚苍等为《人民日报》设计了中国第一代报纸正文字体“报宋”，又称为“64-1体”。该套字体基于日本的“秀英明朝体”修改而来。第一代报宋长期为中国各家报纸所采用，1980年代王选发明与推广计算机汉字激光照排系统之初使用的便是64-1体。直至2000年代末，中国大陆市面上的大多数报纸仍旧使用这套字体。

## 新报宋（第二代）
由于64-1体是考虑到当时的报纸凸版印刷工艺而设计的，凸起的铅字转印到纸张上后会比原先略粗一些。而对平版印刷与计算机激光照排的工艺来说，使用这套字体会使字的笔画看起来很纤细。
为满足出版印刷界对印刷字体更高的要求，1990年初北大方正、《人民日报》、中国印刷物资公司、上海印刷技术研究所等召开研讨会，决定开发一款“新报宋”。这套字体主要由谢培元进行设计，1995年完成，1997年制成电脑字库。与第一代报宋相比，第二代报宋完全针对数字化要求设计，并采用了当时新的PostScript中文字型技术。设计参考了日本印刷字体的风格，笔法隽永、结构严谨、中宫放松。当时有许多报纸采用了这套字体。

## 兰亭宋、博雅宋（第三代）
2004年，北大方正开发了第三代报宋字体，分为“兰亭宋”、“博雅宋”两款，分别由齐立和朱志伟等设计完成。其中“兰亭宋”基于传统字体设计理念，笔型柔和舒畅，融入了传统楷书韵味，腰身紧而重心略偏高，追求秀丽的文字效果。“博雅宋”的特点则包括中宫放松，字形略扁以利视线流动，同时笔画适当加粗，加强视觉张力。
目前，中国大陆有许多报纸已采用了第三代报宋。其中采用“兰亭宋”的包括《新京报》、《京华时报》、《广州日报》、《长沙晚报》等，采用“博雅宋”的包括《北京日报》、《北京晚报》、《新民晚报》、《华商报》等。